# Esquerra Republicana de Catalunya - Sobiranistes
Esquerra Republicana de Catalunya - Sobiranistes (ERC-Sobiranistes) és una coalició electoral d'esquerres, republicana i independentista, formada per Esquerra Republicana de Catalunya (ERC) i Sobiranistes. Les Joventuts d'Esquerra Republicana de Catalunya també tenen participació en la candidatura i Comunistes de Catalunya van acordar acompanyar la coalició.

## Història
La coalició es va presentar el 18 de març de 2019 a la seu nacional d'Esquerra Republicana i incloïa Esquerra Republicana de Catalunya i Sobiranistes. Es va presentar en les eleccions espanyoles de 2019 i estava liderada per Oriol Junqueras, Gabriel Rufián, Carolina Telechea, Joan Josep Nuet i Maria das Graças Carvalho Dantas.

## Partits i organitzacions membres
- Esquerra Republicana de Catalunya (ERC), partit integrant.
- Sobiranistes, partit integrant.
- Comunistes de Catalunya (C*), dona suport.
- Joventuts d'Esquerra Republicana de Catalunya (JERC), organització participant.
- Joventut Comunista de Catalunya (JCC), organització participant.